# Репушничка река
Репушничка река настаје од Дзукине реке испод Писане буке и Коњске реке, која извире испод Иванових ливада на Старој планини. У ширем смислу припада сливу реке Трговишки Тимок као њена десна притока, а у најширем смислу припада сливу реке Тимок, односно Дунава, па самим тим и Црноморском сливу. Административно слив Репушничке реке припада општини Књажевац у Зајечарском управном округу.

## Географске одлике
Сливно подручје Репушничке реке налази се у југоисточном делу Србије у оквиру подручја Старе планине између:
- 43° 30′ 04″ СГШ; 22° 28′ 32″ ИГД
- 43° 28′ 17″ СГШ; 22° 21′ 13″ ИГД

Настаје од Дзукине реке, која извире испод узвишења Писана бука и Коњске реке, која извире испод Иванових ливада. У близини насеља Репушница ова се два речна тока састају и чине Репушничку реку која са леве стране прима Малу реку, а са десне стране речицу Барни дол.
Репушничка река мења свој назив на месту Врело, на граници са атаром насеља Папратна, и добија назив по овом насељу — Папратска река. На том подручју она у свом даљем току прави веће проширење на коме се временом развило насеље Папратна, да би одмах ниже овог насеља просекла праву клисуру која се назива Ждрело.
Испод клисуре Ждрело ова река протиче кроз Горњу Каменицу, и добија назив по овом насељу — Горњокаменичка река.
Под именом Горњокаменичка река Репушничка река утиче у Трговишки Тимок.